# Bocas del Toro (província)
Bocas del Toro é uma província do Panamá. Possui uma área de 4.601,30 km² e uma população de 89.269 habitantes (censo de 2000), perfazendo uma densidade demográfica de 19,40 hab./km². Sua capital é a  cidade de Bocas del Toro. Inclui o arquipélago de Bocas del Toro.
A província se divide em três distritos (capitais entre parênteses):
- Bocas del Toro (Bocas del Toro)
- Changuinola (Changuinola)
- Chiriquí Grande (Chiriquí Grande)